# Atletica leggera ai Giochi della XXIV Olimpiade - Staffetta 4×400 metri femminile

Video della Finale

La staffetta 4×400 metri ha fatto parte del programma femminile di atletica leggera ai Giochi della XXIV Olimpiade. La competizione si è svolta nei giorni 30 settembre-1º ottobre 1988 allo Stadio olimpico di Seul.

## Presenze ed assenze delle campionesse in carica
| Competizione        | Atleta       | Prestazione | Seul 1988 |
| ------------------- | ------------ | ----------- | --------- |
| Olimpiadi 1984      | Stati Uniti  | 3'18”29     | Presenti  |
| Commonwealth 1986   | Canada       | 3'28”92     | Presente  |
| Goodwill Games 1986 | Stati Uniti  | 3'21”22     | Presenti  |
| Europei 1986        | Germania Est | 3'16”87     | Presente  |
| Asiatici 1986       | India        | 3'34”58     | Presente  |
| Panamericani 1987   | Stati Uniti  | 3'23”35     | Presenti  |
| Africani 1987       | Nigeria      | 3'27”08     | Presente  |
| Mondiali 1987       | Germania Est | 3'18”63     | Presente  |

## La gara
La dirigenza USA, contravvenendo alla "legge dei Trials", decide di schierare Florence Griffith al posto di Lillie Leatherwood, che si era regolarmente qualificata.

In gara le americane sono davanti a tutte quando manca un giro alla fine: la Brisco (terza frazionista), che ha rimontato 3 metri alla Pinigina, consegna il testimone in prima posizione a "Fast Flo". La Griffith si accoda a Ol'ha Bryzhina, pensando di staccarla sul rettilineo finale, invece è la sovietica che stacca lei e va a vincere con il nuovo record del mondo. La Bryzhina compie il suo giro di pista in 47"9 (manuale).

Anche le statunitensi sono andate sotto il precedente primato mondiale.

Florence Griffith termina le sue fatiche olimpiche con tre ori ed un argento, ad un passo dal record assoluto di 4 ori conquistato dall'olandese Fanny Blankers-Koen ai Giochi di Londra, nel 1948.

## Risultati

### Turni eliminatori
| 2 Batterie | 30 settembre | 16 staffette | Si qualificano le prime 3 staffette per serie (Q) + i 2 migliori tempi (q). |
| Finale     | 1º ottobre   | 8 staffette  |                                                                             |

### Batterie
Venerdì 30 settembre 1988.
| Pos | Nazione        | Atlete                                                                                           | Tempo   | Note |
| --- | -------------- | ------------------------------------------------------------------------------------------------ | ------- | ---- |
| 1   | Germania Est   | Grit Breuer, Dagmar Neubauer, Kirsten Emmelmann, Petra Mueller                                   | 3'27"37 | Q    |
| 2   | Canada         | Charmaine Crooks, Esmie Lawrence, Marita Payne-Wiggins, Jillian Richardson                       | 3'27"63 | Q    |
| 3   | Germania Ovest | Helga Arendt, Michaela Schabinger, Gisela Kinzel, Gudrun Abt                                     | 3'27"75 | Q    |
| 4   | Gran Bretagna  | Linda Keough, Jennifer Stoute, Janet Smith, Sally Gunnell                                        | 3'28"52 | q    |
| 5   | Francia        | Fabienne Ficher, Nathalie Simon, Evecyne Elien, Nadine Debois                                    | 3'29"95 | q    |
| 6   | Nigeria        | Falilat Ogunkoya, Kehinde Vaughan, Airat Bakare, Mary Onyali                                     | 3'30"21 |      |
| 7   | India          | Mercy Kuttan math Alapurackal, Vandana Rao, Vandana Pandurang Shanbagh, Shiny Kurisingal Abraham | 3'33"46 |      |
| -   | Australia      | Debra Flintoff-King, Maree Holland, Kerry Johnson, Jennifer Laurendet                            | dns     |      |

| Pos | Nazione          | Atlete                                                             | Tempo   | Note |
| --- | ---------------- | ------------------------------------------------------------------ | ------- | ---- |
| 1   | Stati Uniti      | Lillie Leatherwood, Sherri Howard, Denean Howard, Diane Dixon      | 3'25"86 | Q    |
| 2   | Giamaica         | Marcia Tate, Andrea Thomas, Cathy Rattray-Williams, Sharon Powell  | 3'26"38 | Q    |
| 3   | Unione Sovietica | Ljudmyla Džyhalova, Olga Nazarova, Marija Pinigina, Olga Bryzhina  | 3'27"14 | Q    |
| 4   | Brasile          | Tania Miranda, Suzete Montalvao, Soraya Telles, Maria Figueiredo   | 3'36"81 |      |
| 5   | Corea del Sud    | Kyoung-Hee Yang, Se-Beom Choi, Chun-Ae Lim, Soon-Ja Kim            | 3'51"09 |      |
| -   | Colombia         | Olga Escalante, Norfalia Carabali, Amparo Caicedo, Ximena Restrepo | dq      |      |
| -   | Uganda           | Jane Ajilo, Grace Buzu, Farida Kyakutema, Ruth Kyalisiima          | dns     |      |
| -   | Spagna           | Blanca Lacambra, Esther Lahoz, Cristina Perez, Teresa Zuniga       | dns     |      |

### Finale
| Record mondiale      | Germania Est (G. Walther, S. Busch, D. Rübsam, M. Koch)              | 3'15"92 | Erfurt      | 3 giugno 1984  |
| Record olimpico      | Stati Uniti (L. Leatherwood, S. Howard, V. Brisco, C. Cheeseborough) | 3'18"29 | Los Angeles | 11 agosto 1984 |
| Capolista stagionale | Germania Est (S. Busch, K. Siemon, D. Rübsam, P. Müller)             | 3'19"66 | Düsseldorf  | 29 giugno 1988 |

Sabato 1º ottobre 1988, Stadio olimpico di Seul.
| Pos | Nazionalità      | Atlete                                                                        | Tempo   | Note            |
| --- | ---------------- | ----------------------------------------------------------------------------- | ------- | --------------- |
|     | Unione Sovietica | Tatjana Ledovskaja, Olga Nazarova, Marija Pinigina, Olga Bryzhina             | 3'15"18 | Record olimpico |
|     | Stati Uniti      | Denean Howard, Diane Dixon, Valerie Brisco, Florence Griffith Joyner          | 3'15"51 |                 |
|     | Germania Est     | Dagmar Neubauer, Kirsten Emmelmann, Sabine Busch, Petra Mueller               | 3'18"29 |                 |
| 4   | Germania Ovest   | Ute Thimm, Helga Arendt, Andrea Thomas, Gudrun Abt                            | 3'22"49 |                 |
| 5   | Giamaica         | Sandie Richards, Andrea Thomas, Cathy Rattray-williams, Sharon Powell         | 3'23"13 |                 |
| 6   | Gran Bretagna    | Linda Keough, Jennifer Stoute, Angela Piggford, Sally Gunnell                 | 3'26"89 |                 |
| 7   | Francia          | Fabienne Ficher, Nathalie Simon, Nadine Debois, Evecyne Elien                 | 3'29"37 |                 |
| -   | Canada           | Charmaine Crooks, Molly Killingbeck, Marita Payne-Wiggins, Jillian Richardson | dnf     |                 |